# Welman
Der Welman war ein britisches Ein-Mann-U-Boot (Kleinkampfmittel). Es wurde während des Zweiten Weltkrieges für die hinter feindlichen Linien operierende Special Operations Executive, eine Spezialeinheit des britischen Auslandsgeheimdienstes Secret Intelligence Service, entwickelt. Es wurde nur einmal eingesetzt.

## Entwicklungsgeschichte

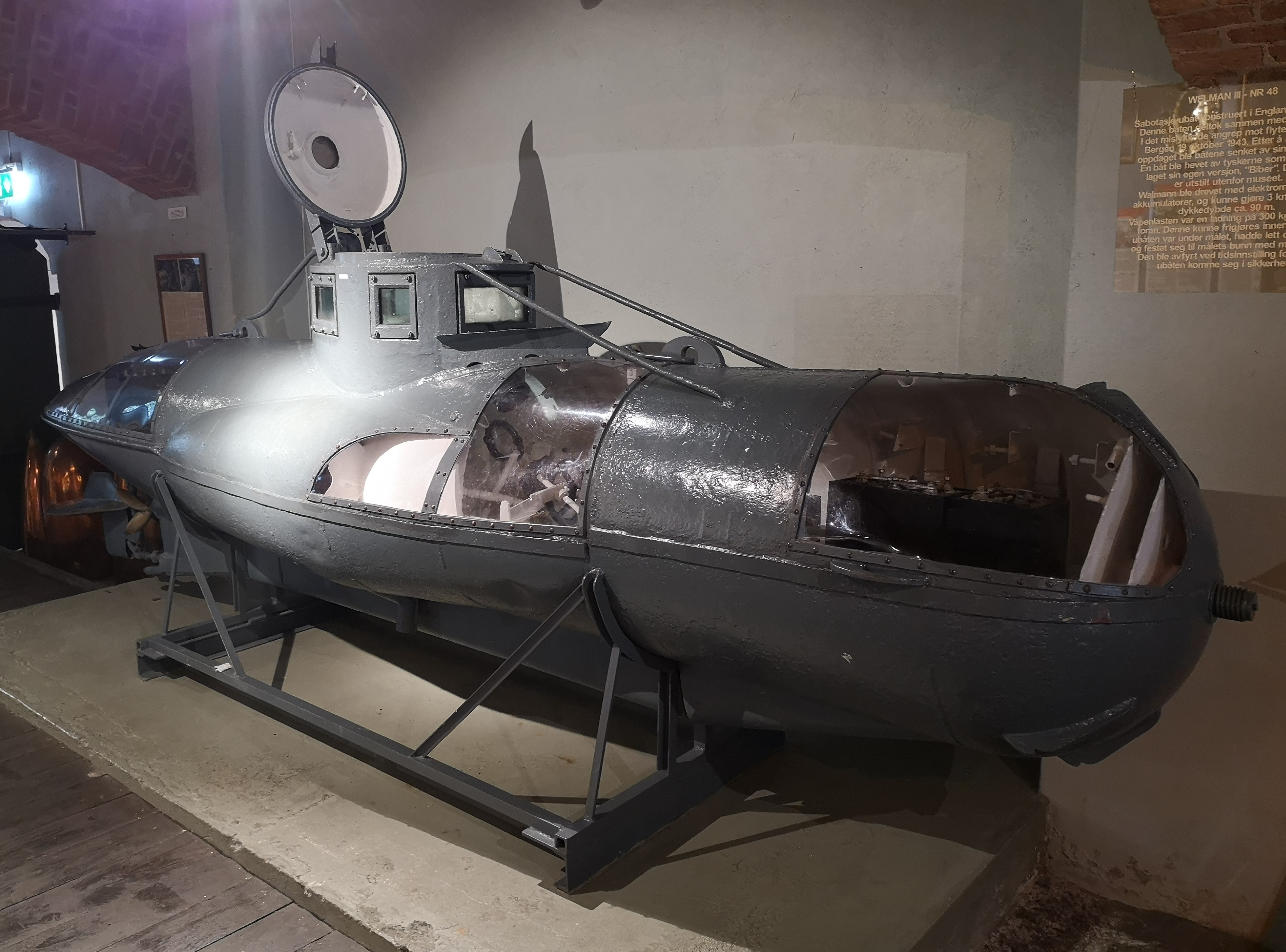
Ein Klein-U-Boot Welman ausgestellt im Marinemuseet in Horten

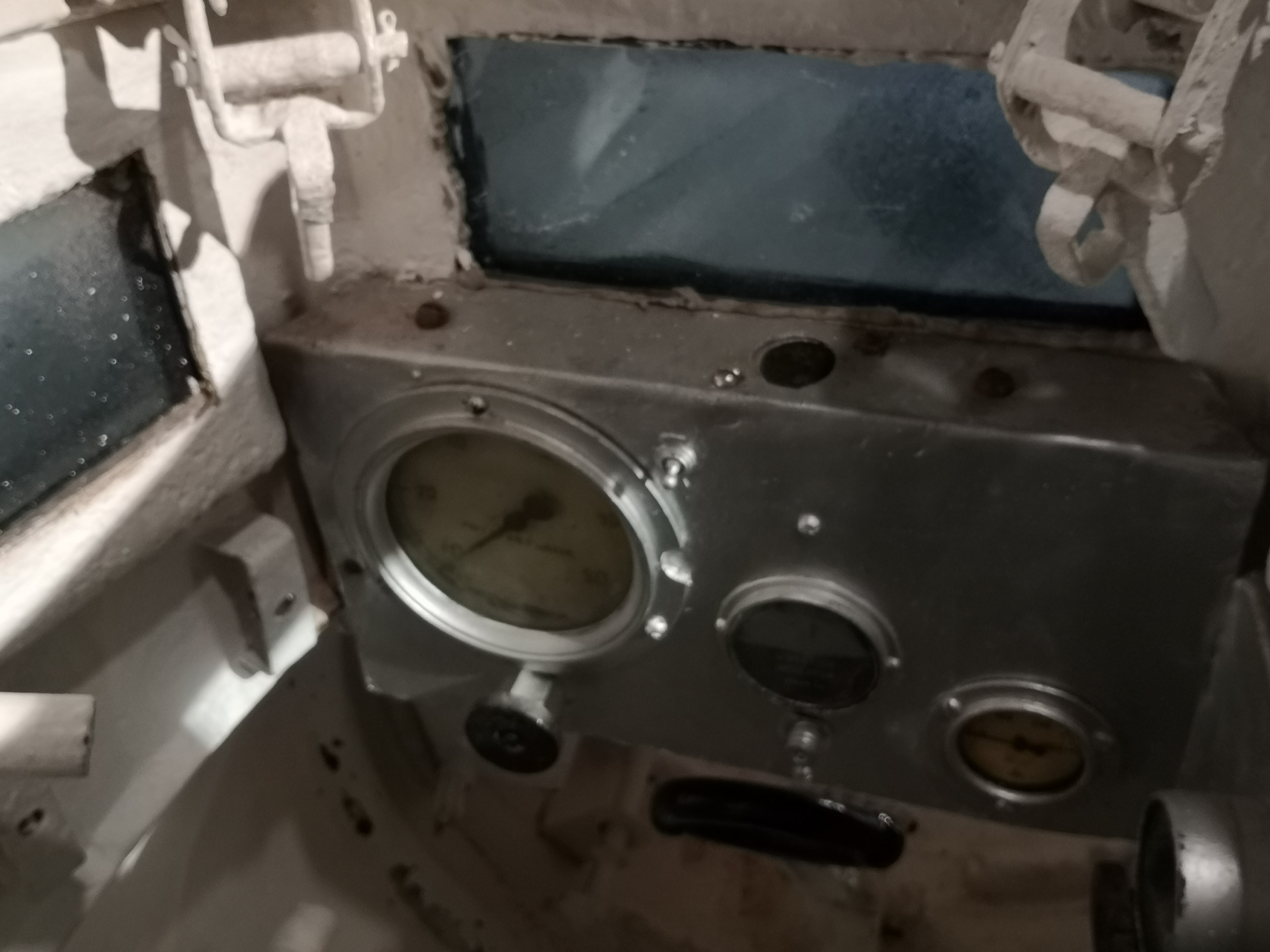
Innenraum

Anfang 1943 stationierte die Royal Navy ein Welman-U-Boot auf dem U-Boot-Transporter HMS Titania, um die Seetauglichkeit des Bootes zu testen. Das Besatzungstraining fand in Fort Blockhouse in Plymouth statt. Die Besatzung wurde aus der Royal Navy, der Royal Naval Reserve und Spezialeinheiten (z. B. Special Boat Service) rekrutiert. Entwickelt wurde das Kleinst-U-Boot von der Station IX.
Im Herbst 1943 entschied der Commander der Combined Ops, General Sir Robert Laycock, dass das Welman unbrauchbar für ihre Arbeit war. Das Boot wurde der Royal Navy zurückgegeben. Admiral Sir Lionel Wells, der die Verteidigung der Orkney- und Shetland-Inseln befehligte, dachte über die Möglichkeit nach, mit dem Boot deutsche Schiffe in Küstengewässern vor Norwegen anzugreifen. Motortorpedoboote (MTBs) der 30. Flottille, die mit Besatzungen der Königlichen Norwegischen Marine besetzt wurden, stimmten zu, Welmans bei einem Angriff auf Schwimmdocks im Hafen von Bergen einzusetzen.

## Einsatz und Verbleib
Am 20. November 1943 verließen MTB 635 und MTB 625 Lunna Voe, Shetland, die die Welmans W45 (Lt. C. Johnsen, Royal Norwegian Navy), W46 (Lt. B. Pedersen, Norwegian Army), W47 (Lt. B. Marris, RNVR) und W48 (Lt. J. Holmes, RN) trugen. Die U-Boote wurde am Eingang des Fjords ausgesetzt.
Pedersens W46 verfing sich in einem Anti-U-Boot-Netz und war gezwungen aufzutauchen. Dort wurde sie durch ein deutsches Patrouillenboot entdeckt. Pedersen wurde gefangen genommen und überlebte den Krieg in einem deutschen Kriegsgefangenenlager. Die anderen eingesetzten U-Boote konnten darum nicht mehr auf den Überraschungseffekt setzen, gerieten in Gefahr abgefangen zu werden und brachen den Angriff ab. Die U-Boot-Führer konnten mithilfe des norwegischen Widerstands nach Norden fliehen und wurden am 5. Februar 1944 vom Torpedoboot MTB653 aufgenommen. Der Fehlschlag veranlasste die Royal Navy, sich auf die U-Boote der X-Craft und XE-Craft zu konzentrieren.
Der Wehrmacht fiel bei dem missglückten Angriff eines der Boote in die Hände. Später wurden bei dem deutschen Mini-U-Boot Biber, das 1944 gegen die Alliierten eingesetzt wurde, Ähnlichkeiten entdeckt.
Einige der Boote wurden nach Australien überführt und weiter erprobt. Es kam zu keinen weiteren Einsätzen mehr.
Es ist kein bekanntes vollständiges Exemplar erhalten. Ein Nachbau steht im Marinemuseet in Horten, Norwegen.